# Cerro Thajaya
Cerro Thajaya är ett berg i Bolivia.   Det ligger i departementet Oruro, i den västra delen av landet, 400 km väster om huvudstaden Sucre. Toppen på Cerro Thajaya är 4 171 meter över havet, eller 205 meter över den omgivande terrängen. Bredden vid basen är 3,5 km. Cerro Thajaya ingår i Umankkollu Lomas.
Terrängen runt Cerro Thajaya är platt åt nordost, men åt sydväst är den kuperad. Trakten runt Cerro Thajaya är nära nog obefolkad, med mindre än två invånare per kvadratkilometer.. 
Trakten runt Cerro Thajaya är ofruktbar med lite eller ingen växtlighet.